# Phalaenopsis pallens
Phalaenopsis pallens — епіфітна трав'яниста рослина родини орхідних, або зозулинцевих (Orchidaceae).
Вид не має усталеного російської назви, в російськомовних джерелах зазвичай використовується наукова назва Phalaenopsis pallens.

## Синоніми
- Phalaenopsis denticulata Rchb.f. 1887
- Phalaenopsis foestermannii Rchb.f. 1887
- Phalaenopsis lueddemannia var. Pallens Burb. 1882
- Phalaenopsis mariae var. Alba Ames & Quisumb. 1935
- Phalaenopsis mariae var. Alba Burbidge ex Warner
- Polychilos pallens (Lindl.) Shim 1982
- Stauropsis pallens Rchb.f. 1860
- Trichoglottis pallens Lindley 1850

## Природничі варіації
- Phalaenopsis pallensf. Alba(Ames & Quisumb.) Christenson
- Phalaenopsis pallensvar. Denticulata
- Phalaenopsis pallensvar. Pallens
- Phalaenopsis pallensvar. Trullifera Sweet

## Історія опису
Перший опис цього виду зроблений Джоном Ліндлі в середині XIX століття за погано збереженим гербарєм, було визнано помилковим. 
 Вперше зацвів у культурі в Європі в 1849 р. в теплицях Дьюка в Девонширі. 
 Офіційно визнаний опис, складений Генріхом Густавом Райхенбахом, з'явилося в 1864 р. 

Латинське слово pallens перекладається, як блідий, світло-жовтий, бляклий, тьмяний, що наводить блідість, що робить блідим, порочне.

## Біологічний опис
Моноподіальний епіфіт середніх розмірів. 

Стебло коротке, приховане основами 3-5 листків.
Коріння довге, товсте, добре розвинене. 

Листя довгасто-овальне, завдовжки до 18 см, шириною — до 6 см. На кінцях закруглені. 

Квітконоси багаторічні, тонкий, зигзагоподібні, малоцветковое. Квіти відкриваються послідовно. 

Квіти воскової текстури, діаметром 4-5 см. Забарвлення варіабельна від зеленувато-жовтого до жовтого кольору. Пелюстки з горизонтальними рисками й плямами коричневого або червоно-коричневого кольору. Губа біла з жовтими плямами. Квіти нагадують квіти Phalaenopsis lueddemanniana, відрізняються забарвленням і незначними деталями будови. 
 Тривалість життя квітки 25-35 днів. Цвіте з літа по осінь.

## Ареал, екологічні особливості
Філіппіни. 

Вологі тропічні ліси на висотах від 0 до 450 метрів над рівнем моря. 

У місцях природного зростання сезонних температурних коливань практично немає. Цілий рік денна температура 28-32°С, нічна близько 23-24°С. Відносна вологість повітря — 80-88%. З січня по травень сухий сезон, середньомісячна кількість опадів 25-50 мм. В решту місяців 130—200 мм. 

Відноситься до числа видів, що охороняються (другий додаток CITES).

## У культурі
У культурі рідкісний. Температурна група — тепла. Для нормального цвітіння обов'язковий перепад температур день/ніч в 5-8°С.
Вимоги до світла: 1000—1200 FC, 10760-12919 lx.
Квітконоси багаторічні, обрізають їх тільки після природного всихання. У культурі квітне в будь-який час року.
Загальна інформація про агротехніку у статті Фаленопсис.
У гібридизації майже не використовується через блідою забарвлення квітки.

## Первинні гібриди
- Freed's Malibu Fascination — lueddemanniana х pallens (Freed) 2004
- Gold Veins — pallens х pulchra (Alberts / Merkel) 2004
- Palacea — pallens х bellina (J. Redlinger) 2004
- Tariflor Singerflora — amabilis х pallens (Tari) 2007